# Lijst van beschermd erfgoed in Pont-à-Celles
Onderstaande tabel geeft een overzicht van de beschermde erfgoederen in de gemeente Pont-à-Celles. Het beschermd erfgoed maakt deel uit van het cultureel erfgoed in België.
| Object                                      | Bouwjaar/architect | Deelgemeente  | Adres                           | Coördinaten                   | Nummer?                | Afbeelding                              |
| ------------------------------------------- | ------------------ | ------------- | ------------------------------- | ----------------------------- | ---------------------- | --------------------------------------- |
| Norbertijnenpriorij, thans pastorie (M)     | 1755               | Pont-à-Celles | Rue de l'Église 2               | 50° 30' 42" NB, 4° 21' 51" OL | 52055-CLT-0001-01 Info | Norbertijnenpriorij, thans pastorie (M) |
| Orgel kerk van de Sainte-Vierge (M)         |                    | Obaix         | Rue du Village                  | 50° 31' 39" NB, 4° 21' 46" OL | 52055-CLT-0002-01 Info |                                         |
| Ensemble van "Terre à l'Danse" (S)          |                    | Thiméon       |                                 | 50° 29' 11" NB, 4° 25' 20" OL | 52055-CLT-0003-01 Info |                                         |
| Sint-Annakapel (M)                          | 1710               | Luttre        | Rue Jean Poty / Rue Sainte Anne | 50° 30' 46" NB, 4° 23' 10" OL | 52055-CLT-0005-01 Info | Sint-Annakapel (M)                      |
| Gallo-romeinse site "Bons Villers" (S)      |                    | Liberchies    | Chaussée Brunehault             | 50° 30' 28" NB, 4° 26' 25" OL | 52055-CLT-0006-01 Info |                                         |
| Archeologische site van het "castellum" (S) |                    | Liberchies    | Chaussée Brunehault             | 50° 30' 19" NB, 4° 25' 46" OL | 52055-CLT-0007-01 Info |                                         |
| Art-nouveau huis (M)                        |                    | Pont-à-Celles | Rue des Écoles 26               | 50° 30' 45" NB, 4° 21' 33" OL | 52055-CLT-0008-01 Info | Art-nouveau huis (M)                    |
| Kapel Notre-Dame de la Charité (M)          |                    | Obaix         | Rue de Scoumont                 | 50° 32' 37" NB, 4° 18' 36" OL | 52055-CLT-0009-01 Info | Kapel Notre-Dame de la Charité (M)      |
| Gemeenteschool (M)                          |                    | Thiméon       | Rue Fond Nachez 1               | 50° 29' 24" NB, 4° 25' 42" OL | 52055-CLT-0010-01 Info | Gemeenteschool (M)                      |
| Hoeve van het Bisdom (M)                    |                    | Thiméon       | Chaussée de Fleurus 29          | 50° 29' 28" NB, 4° 25' 50" OL | 52055-CLT-0011-01 Info | Hoeve van het Bisdom (M)                |